# Paul Voorthuysen
Paul Voorthuysen (Callantsoog, 9 maart 1962) is een Nederlands producent van films en televisieseries.

## Loopbaan
Voorthuysen studeerde economie aan Universiteit van Amsterdam en bedrijfskunde aan de Technische Universiteit Delft. Hierna volgde hij diverse seminars en opleidingen op filmgebied. Naast zijn eigen bedrijf de speelfilmproducent PVPictures was hij tot 2015 actief in een samenwerking met Endemol: S&V Fiction. Sindsdien is hij tevens actief in televisie productiehuizen PV Fiction en TVWorks24.
In deze hoedanigheden is hij verantwoordelijk voor ruim driehonderd uur televisiedrama en een twintigtal speelfilms. Prijswinnende films zoals Mijn Vader woont in Rio (onder andere 1e Prijs IFF Berlijn) en Waar blijft het Licht (onder andere 1e Prijs IFF Genève), belangwekkende films als Oeroeg (Gouden Kalf), Hoe duur was de Suiker en de jeugdfilms Mees Kees 1 t/m 4 die gezamenlijk bijna 2,2 miljoen bezoekers in de bioscoop trokken. Ook Dummie 1 t/m 3 en Superjuffie waren zeer succesvol in de bioscoop met ruim 1,1 miljoen bezoekers, met als resultaat 3 Platina Films, 7 Gouden Films en een Kristallen Filmprijs.
Tot zijn bekendste televisieseries behoren Bernhard, Schavuit van Oranje, Mevrouw Ten Kate, Juliana, Beatrix, Freddy Heineken, De Vastgoedfraude en Johan Cruijff. Naast zijn werk als producent bekleedde hij een aantal bestuurlijke functies. Hij was jarenlang penningmeester van BIO Kinderrevalidatie, bondsraadlid van de Consumentenbond, bestuurslid van de NVS en bestuursvoorzitter van een groep bibliotheken in de Vechtstreek.

## Speelfilms
- Superjuffie 2 (2020)
- Mees Kees 5  (2019)
- Superjuffie (2018)
- Taal is zeg maar echt mijn ding (2018)
- Alles voor elkaar (2017)
- Dummie de Mummie en de tombe van Achnetoet (2017)
- Wild (film) (2018)
- Mees Kees langs de lijn (2016)
- MeesterSpion (2016)
- Dummie de Mummie en de Sfinx van Shakaba (2015)
- Mees Kees op de planken (2014)
- Dummie de Mummie (2014)
- Mees Kees op kamp (2013)
- Hoe duur was de suiker (2013)
- Mees Kees (2012)
- De Sportman van de Eeuw (2006)
- Feestje! (2004)
- Licht (1998)
- Oeroeg (1993)
- De zevende hemel (1993)
- Wilde Harten (1989)
- Mijn vader woont in Rio (1989)

## Televisiecomedy
- Sorry Minister (2009)
- Met één been in het graf (2006)
- Bradaz (2001 - 2002)
- Oppassen!!! (1998 - 2001)
- Ben zo terug (1998 - 2000)

## Televisie series
- Mees Kees (2020)
- Gips (2018)
- Mees Kees (2017)
- Johan: logisch is anders (2014)
- Freddy, Leven in de Brouwerij (2013)
- De ontmaskering van de Vastgoedfraude (2012)
- Beatrix, Oranje onder vuur (2011)
- Bernhard, Schavuit van Oranje (2010)
- Juliana (2006 / 2009)
- Het Ravijn (2005)
- Storm in mijn hoofd (2001)
- Het negende uur (2000)
- Luifel & Luifel (2000 - 2001)

## Non Fictie
- Wild de serie (2019) - NPO 1
- Snap Het Jeugdquiz (2017)
- De Mees Kees Kwis (2018) - NPO 3